# Sonic X
Sonic X (ソニックX, Sonikku Ekkusu) ist eine Anime-Fernsehserie aus den Jahren 2003 bis 2005, die im Universum der Spieleserie Sonic the Hedgehog spielt und 78 Episoden in 3 Staffeln umfasst.
Produziert von TMS Entertainment, lizenziert von 4Kids Entertainment, unter Aufsicht der Serienschöpfer bei Sega und dem Sonic Team unter der Leitung von Hajime Kamegaki, wurde Sonic X mit den ersten beiden Staffeln vom 6. April 2003 bis 28. März 2004 auf dem japanischen Sender TV Tokyo, gefolgt von Kids Station, erstausgestrahlt, ehe die dritte Staffel folgte, welche zunächst nicht auf Japanisch umgesetzt und damit auf dem französischen Sender TF1 vom 12. März 2005 bis 26. März 2006 erstmals gesendet wurde. In Deutschland lief die gesamte Serie nahezu durchgehend vom 30. Oktober 2004 bis 26. März 2006 auf Kabel eins und dem zugehörigen Kinderprogramm Fox Kids, welches am 10. Juni 2005 in Jetix umbenannt wurde. Von 2012 bis 2014 wurde Sonic X auf Disney XD wiederholt, war von 2019 bis 2024 auf Netflix verfügbar (nur die ersten beiden Staffeln) und wird seit 2021 täglich stundenlang von morgens bis abends in Dauerschleife auf dem Free-TV-Sender Craction, der kostenfrei über Magenta Telekom und Amazon Freevee streambar ist, ausgestrahlt.
Die Serie hält sich deutlich näher an die Videospielvorlagen als die vorherigen TV-Serien. Darin gelangen Sonic the Hedgehog und seine Freunde, aber auch Erzfeind Dr. Eggman von ihrer Welt auf die Erde, wo einige von ihnen bei einem Jungen namens Christopher Thorndyke, kurz Chris, unterkommen. Zunächst versucht Chris, die Kreaturen aus einer anderen Welt zu verstecken, doch erst seine Familie und schließlich die ganze Menschheit nehmen Kenntnis von Sonic und den anderen, als Sonic zum gefeierten Weltenretter wird. In der zweiten Staffel der Serie werden die Handlungen der Videospiele Sonic Adventure (1998) und Sonic Adventure 2 (2001) nacherzählt, sowie kleinere Elemente aus Sonic Heroes (2003) und Sonic Battle (2003) in die Geschichte eingebunden. Zum Staffelfinale kommt es zu einem emotionalen Abschied, ehe die Charaktere in der dritten Staffel auf ihrer Welt gegen die bösartigen Außerirdischen Metarex kämpfen.
Es ist die vierte Sonic-TV-Serie nach Sonic der irre Igel (1993–1996), Sonic SatAM (1993–1994) und Sonic Underground (1999), gefolgt von Sonic Boom (2014–2017) und Sonic Prime (2022–2024).

## Handlung

### 1. Staffel
Dr. Eggman hat eine Maschine gebaut, die er Energieverstärker nennt und sich davon große Macht für seine Weltoberungspläne erhofft. Gerade als er den letzten Chaos Emerald als Energiequelle einsetzen will, erscheint Sonic the Hedgehog, der mit der Unterstützung von Miles Tails Prower und Amy Rose die Basis von Dr. Eggman stürmen konnte, um die Gefangene Cream the Rabbit und ihren Chao Cheese zu befreien. Als Sonic einen Wachroboter dazu bringt, auf den Energieverstärker zu schießen und Dr. Eggman diesen trotzdem startet, wird die gesamte Basis und die Umgebung in gleißend helles Licht gehüllt. Dieses Licht, welches der in der Nähe befindliche Knuckles the Echidna als die Fähigkeit Chaos Control erkennt, befördert Sonic, Tails, Knuckles, Amy, Cream, Cheese, Rouge the Bat und Dr. Eggman mitsamt seiner Handlanger Bocoe, Decoe und Bokkun von ihrer Welt auf die von Menschen bewohnte, für sie fremde Erde. Sonic findet sich zunächst allein in einer Großstadt namens Station Square wieder und da er den Menschen befremdlich erscheint, versucht die Polizei, Sonic gefangen zu nehmen, was misslingt, da er aufgrund seiner enormen Schnelligkeit stets entkommen kann. Man beauftragt den schnellsten Rennfahrer der Welt, namentlich Sam Speed, den blauen Igel einzuholen, aber selbst Sam Speeds Rennwagen kann nicht mit Sonic mithalten. Jedoch fällt Sonic versehentlich in ein Schwimmbecken eines luxuriösen Anwesens und versinkt mit angehaltener Luft auf den Grund des Schwimmbeckens, ohne sich selbst herausbegeben zu können. Ein Junge namens Christopher Thorndyke, kurz Chris, der im Anwesen wohnt und gehört hat, dass etwas in das Schwimmbecken fiel, eilt zu Hilfe und zieht Sonic aus dem Wasser. Chris bietet Sonic an, vorübergehend bei ihm unterzukommen und dieser macht nach kurzer Zeit Bekanntschaft mit Chris’ Großvater, einem talentierten Wissenschaftler und Erfinder namens Chuck Thorndyke, der Sonic ebenso herzlich aufnimmt.
Sonic sieht im Fernsehen, dass Cream und Cheese ebenfalls auf der Erde gelandet sind, sie jedoch von der Polizei gefangen genommen wurden. Dank Chris und Chuck kann Sonic die beiden finden und befreien, ehe Tails mit seinem Doppeldecker-Flugzeug Tornado bei ihrer Flucht rechtzeitig zur Stelle ist. Sie alle kommen in Chris’ Anwesen unter, wo sie sich vor der Haushälterin Ella und dem Butler Mr. Tanaka zunächst verstecken und als Plüschtier ausgeben, was jedoch nicht lange gelingt, ehe sich die fürsorgliche Ella und der scharfsinnige Mr. Tanaka ebenfalls mit Sonic und seinen Freunden anfreunden. Auch stellt sich Sam Speed als der Onkel von Chris heraus, der Sonic bereits kennenlernte und stets ein Revanche-Rennen fordert. Chris wohnt mit den Bediensteten auf diesem Anwesen, da seine beiden Eltern, Nelson und Lindsay Thorndyke, berühmte Schauspieler sind und aus beruflichen Gründen nur selten nach Hause kommen, um Chris zu besuchen, was diesen sehr belastet. Zudem lernt Sonic auch Chris’ Schulkollegin Helen kennen, die im Rohlstuhl sitzt und Sonic hilft ihr selbstlos dabei, trotz ihrer Handicaps und Sorgen auch Abenteuer, hohe Geschwindigkeit und Spaß zu erleben, womit er ihr eine große Freude macht.
Doch auch Dr. Eggman ist mit seinen Handlangern auf der Erde angekommen, welche er als Mensch als seine ursprüngliche Herkunft erkennt und errichtet eine kleine Basis auf einer unbewohnten Insel. Er strebt die Weltoberung an und kann mit seinen Maschinen und Robotern leicht die Oberhand gegen die Polizei und das Militär behalten, macht damit jedoch auch Knuckles und Amy auf sich aufmerksam, welche den Kampf gegen ihn aufnehmen. Erst als Sonic und Tails hinzukommen, kann Dr. Eggman zunächst in die Flucht geschlagen werden. Es stellt sich heraus, dass auch die sieben Chaos Emeralds auf der Erde verteilt sind, die Sonic und die anderen höchstwahrscheinlich in ihre Welt zurückbringen können, weswegen sie die Suche nach ihnen aufnehmen. Dr. Eggman hingegen sucht die Chaos Emeralds, um die Weltherrschaft zu erreichen. Der Präsident der Erde stellt sich ebenfalls gegen Dr. Eggmans finsteren Machenschaften und kann Rouge the Bat für sich gewinnen, die zusammen mit einer Frau namens Topaz als Spionage-Agentin agiert, um ebenfalls nach den Chaos Emeralds zu suchen. Nachdem nach zahlreichen Abenteuern alle sieben Chaos Emeralds entweder in Sonics oder in Dr. Eggmans Besitz geraten sind, möchte Chris zwischen den Parteien vermitteln. Dr. Eggman geht auf Chris’ Angebot ein, die Chaos Emeralds zu vereinen, da dies die einzige Möglichkeit sei, das Portal in Sonics Welt wieder zu öffnen. Doch Dr. Eggman hintergeht Chris und reißt die Chaos Emeralds mit einem großen Kampfroboter gewaltsam an sich, der Sonic zu besiegen scheint. Chris macht sich große Vorwürfe und schafft es mit einer mutigen Aktion, Dr. Eggman die Chaos Emeralds wieder zu entreißen und Sonic zuzuwerfen, woraufhin sich dieser zu Super Sonic verwandelt und Dr. Eggman mit seinem Kampfroboter schlagen kann. Schließlich erscheint wieder das gleißend helle Licht des Weltenportals durch Chaos Control, doch niemand aus Sonics Welt schafft es, das Portal zu durchschreiten. Stattdessen werden noch weitere Charaktere und ganze Orte aus Sonics Welt, wie Knuckles’ Heimat, der schwebenden Insel Angel Island mitsamt des Master Emeralds, auf die Erde befördert.

### 2. Staffel
Auf Sonic Adventure basierende Handlung
Chris, Cream und Cheese treffen in Station Square auf Big the Cat, der seinen Freund Froggy vermisst, seit dieser von einer merkwürdigen, wässrigen Lebensform verschluckt wurde und seitdem einen Schweif besitzt. Als Knuckles gerade unachtsam war, zerstörte Dr. Eggman den Master Emerald auf der schwebenden Insel Angel Island, da sich im Inneren des Master Emeralds ein Wesen namens Chaos befand, welches nun freigelassen wurde. Da Chaos mit jedem Chaos Emerald stärker werden soll, will Dr. Eggman mit seiner neuen Kreatur nun die sieben Chaos Emeralds finden, um anschließend mit Hilfe dessen finaler Form die Welt zu erobern. Schon kurz darauf kommt es in Station Square zu einer Konfrontation von Chaos mit der Polizei, die Chaos trotz Schusswaffen hilflos gegenübersteht. Sonic, Knuckles, Chris, Cream, Cheese und Big werden Zeuge, wie Dr. Eggman Chaos mit mehreren Chaos Emeralds füttert und dieser daraufhin größer und stärker wird. Nur mit der vereinten Kraft von Sonic und Knuckles kann Chaos zunächst besiegt werden.
Ein Roboter namens Zero lokalisiert einen Chaos Emerald in einem Flicky und verfolgt diesen, weswegen letztendlich sowohl Amy als auch der Flicky, den Amy fortan Lilly nennt, von Zero an Bord von Dr. Eggmans Egg Carrier gebracht werden. Währenddessen reist Knuckles überall umher und sucht die einzelnen Splitter des zerstörten Master Emerald, um diesen zu rekonstruieren. Dabei erlebt er immer wieder Szenen der Vergangenheit, in dem Knuckles’ früheres Volk der Echidna den Master Emerald bewachte. Dr. Eggmans neue E-Roboter sollen Bigs Freund Froggy aufspüren, was E-102 Gamma tatsächlich gelingt. Dieser soll daraufhin der gefangen genommenen Amy den Flicky abnehmen. Doch Amy redet so lange auf E-102 Gamma ein, bis er Amy und den Flicky befreit, aber Dr. Eggman kann dem Flicky trotzdem den Chaos Emerald entwenden, den er bei sich trug. Es kommt kurz darauf zum Kampf zwischen Sonic und E-102 Gamma, bis sich Amy dazwischenwirft und sich die Wege trennen. Chris und Big können Froggy finden und retten, doch auch hier kommt Dr. Eggman dazwischen, um den Chaos Emerald zu nehmen, den Froggy verschluckt hatte. Mit sechs einverleibten Chaos Emeralds geraten auch Chris, Big und Froggy in Chaos’ Wasserkörper, wodurch Chaos auch seinen Schweif von Froggy zurückerlangt. Sonic und Knuckles können Chaos mit vereinten Kräften schlagen und so Chris, Big und Froggy retten. Big nutzt daraufhin den Tornado von Tails mit dem letzten Chaos Emerald als Antrieb, um mit Chris, Knuckles und Froggy vom Egg Carrier zu den Mystic Ruins zu gelangen. Dort angekommen trennen sich ihre Wege, ehe Chris den letzten Chaos Emerald im Tornado entdeckt.
Dr. Eggman will mit einer Bombe an Bord einer Rakete Station Square zerstören, die jedoch von Tails rechtzeitig entschärft wird. E-102 Gamma beschließt, die gesamte E-100-Serie auszulöschen, um sie so von ihrer Unterwerfung an Dr. Eggman zu erlösen. So findet und zerstört er E-103 Delta, E-104 Epsilon und E-105 Zeta, ehe er bei der Zerstörung von E-101 Beta selbst auch zerstört wird. Die beiden zerstörten Roboter lassen die Flickies in ihrem Inneren frei, die sich als die Eltern von Amys Flicky Lilly herausstellen. Amy, die den Roboter Zero schlagen konnte, beweint daraufhin E-102 Gammas Ende und nimmt Abschied von Lilly und ihrer Familie. Währenddessen folgt Sonic einem mysteriösen Licht in die antiken Ruinen, um vom Schicksal der Vergangenheit des Echidna-Volkes, der Ahnen von Knuckles, zu erfahren: Das Echidna-Mädchen namens Tikal wachte mit den Chao und Chaos friedlich über den Master Emerald, doch der Anführer der Echidnas, Tikals Vater Pachacamac, wollte die Macht des Master Emerald für Kriege missbrauchen. Er ging dabei so weit, dass er seine Soldaten Tikal und die Chao überrennen ließ, was Chaos verärgerte und dieser die Soldaten und Pachacamac angriff. Daraufhin wurde Chaos in den Master Emerald eingeschlossen und Tikal in ein Licht verwandelt, welches niemand mehr erkennen sollte. Zurück in der Gegenwart kann Chaos Chris den letzten Chaos Emerald abnehmen und mit allen sieben Chaos Emeralds erreicht er seine finale Form Perfect Chaos, um kurz darauf die Großstadt Station Square komplett zu überfluten und zu zerstören. Als Sonic erkennt, dass es sich bei dem Licht um Tikal handelt, verwandelt sich das Licht in Tikal zurück, doch stehen sie dem wütenden Perfect Chaos gegenüber. Tikal fordert, ihn wieder einzusperren, doch Sonic möchte nicht, dass Chaos wieder voller Zorn und Hass lange Zeit eingeschlossen wird. Mit der Macht der sieben Chaos Emeralds, die seine Freunde zusammentragen können, verwandelt sich Sonic in Super Sonic und stellt sich dem gigantischen Perfect Chaos. Super Sonic schafft es damit, ihn zurückzuverwandeln und zu beruhigen. Nachdem Chaos wieder friedlich ist, kehrt er mit Tikal und den Chao zurück in seine Zeit. Sonic und seine Freunde helfen anschließend beim Wiederaufbau der zerstörten Stadt.
Auf Sonic Adventure 2 basierende Handlung
Dr. Eggman beschließt, nachdem er das Tagebuch seines schon lange verstorbenen Großvaters Professor Gerald Robotnik entdeckt hat, in einen Hochsicherheitstrakt von G.U.N. einzudringen und befreit dort mit Hilfe eines Chaos Emerald und dem Passwort „Maria“ eine Kreatur namens Shadow the Hedgehog. Dieser fordert Dr. Eggman auf, mit weiteren Chaos Emeralds auf der Weltraumstation ARK aufzutauchen. Shadow sucht zunächst im Alleingang selbst weiter die Chaos Emeralds und sorgt dabei für Ärger und Tumulte, womit er die Aufmerksamkeit der Polizei auf sich zieht, die Shadow fälschlicherweise für Sonic hält. Als der unschuldige Sonic dafür verhaftet wird, entkommt dieser zwar von seinem Helikoptertransport und rast durch die Großstadt, trifft dann aber auf Shadow, der Sonic mit seiner Chaos Control-Fähigkeit beeindruckt, bevor die Polizei Sonic endgültig festnimmt und auf Prison Island einsperrt. Shadow erinnert sich nur lückenhaft an seine Vergangenheit, aber vor allem wird er die Erinnerung an ein erschossenes Mädchen namens Maria nicht los. Im Glauben, es wäre ihre letzte Bitte vor ihrem Tod gewesen, will Shadow daher die Menschheit auslöschen. Rouge möchte sich Dr. Eggman und Shadow anschließen. Um deren Vertrauen zu gewinnen, übergibt sie ihnen einen Chaos Emerald.
Getrennt und unabhängig voneinander brechen sowohl Tails und Amy, als auch Chris und Mr. Tanaka nach Prison Island auf, um Sonic aus seinem Gefängnis zu befreien. Auf dem Weg treffen Tails und Amy zufällig auf Shadow, Dr. Eggman und Rouge. Nach einem Kampf zwischen Tails und Dr. Eggman kann Amy Sonic aus dem Gefängnis befreien. Dr. Eggman plant, die drei Chaos Emeralds auf der Insel zu finden und anschließend die Insel mitsamt Sonic in die Luft zu jagen. Im Dschungel kommt es zum Kampf zwischen Sonic und Shadow, bis Dr. Eggman Shadow über Funk über die baldige Detonation informiert, nachdem Rouge die drei Chaos Emeralds ergattern konnte. Im letzten Moment klammert sich Chris an Shadow, der eine teleportierende Chaos Control einsetzt, während Mr. Tanaka von Tails gerettet wird, aber denkt, Chris wäre von der Detonation erfasst worden, der hingegen mit Shadow und Rouge mit auf die Weltraumstation ARK teleportiert wurde. Allen Charakteren gelingt rechtzeitig die Flucht und Dr. Eggman lässt weltweit ein Video ausstrahlen, in dem er ankündigt, in 24 Stunden den Planeten zu vernichten und zur Machtdemonstration zerstört er mit der Macht seiner bisherigen Chaos Emeralds den Mond, womit eine weltweite Massenpanik ausbricht. Daraufhin nimmt er Kontakt zum Präsidenten auf und fordert eine Unterwerfung der Welt innerhalb dieser 24 Stunden, andernfalls werde er die Eclipse Cannon nach Ablaufs des Zeitlimits auf den Planeten richten. Sonic und Tails eilen während des Gesprächs zum Präsidenten und können herausfinden, dass Dr. Eggman von der Weltraumstation ARK aus Kontakt aufnahm. Doch auch Dr. Eggman erfährt, dass der letzte Chaos Emerald in Tails’ Besitz ist. Sonic, Tails, Knuckles, Amy und Mr. Tanaka gelangen zu Dr. Eggmans Geheimbasis und gelangen von dort aus mit Tails’ umgebauten X-Tornado in den Weltraum zur ARK. Vorsorglich hat Tails eine echt aussehende Chaos-Emerald-Fälschung angefertigt und Sonic übergeben. Dort kämpft Knuckles um den von Rouge gestohlenen Master Emerald, den sie freiwillig an Knuckles zurückgibt, nachdem er sie vor einem Fall in die Tiefe rettet.
An Bord der Weltraumstation ARK konnte Dr. Eggman Amy in seine Gewalt bringen. Zur Freilassung fordert Dr. Eggman den letzten Chaos Emerald und Sonic möchte die Fälschung übergeben, doch Tails verrät dies versehentlich, woraufhin Dr. Eggman Sonic in eine Kapsel sperrt und diese im Weltraum explodieren lässt. Während Tails und Amy Sonics vermeintlichen Tod betrauern, konnte Sonic unmittelbar vor der Explosion entkommen, indem er Chaos Control mit dem gefälschten Chaos Emerald anwendete. Es kommt zum Kampf zwischen Sonic und Shadow, wodurch alle erfahren, dass Sonic überlebt hat. Doch Dr. Eggman konnte den letzten Chaos Emerald an sich reißen und setzt ihn für die Eclipse Cannon ein, was unerwarteterweise zufolge hat, dass ein Video von Professor Gerald Robotnik in Gefangenschaft, welches vor 50 Jahren aufgenommen wurde, weltweit ausgestrahlt wird. In diesem zeigt sich der verhaftete Professor Gerald Robotnik hasszerfressen und kündigt an, dass die Welt in ungefähr 27 Minuten untergehen wird, da in diesem Moment die sieben Chaos Emeralds auf der Weltraumstation ARK vereint wurden, was zufolge hat, dass die Weltraumstation mit voller Wucht auf den Planeten einschlägt, womit alles Leben auf dem Planeten zerstört wird. Auf diese Weise möchte er auch sicherstellen, dass niemand auf der Weltraumstation überleben kann, was nicht im Sinne von Dr. Eggman ist. Dieser präsentiert Sonic, Tails, Knuckles, Amy und Rouge das digitale Tagebuch seines Großvaters, welches erklärt, dass seine Arbeiten an der „ultimativen Lebensform“ der Regierung nicht geheuer war und seine Forschungseinrichtung gewaltsam gestürmt wurde, um Shadow, der als ultimative Lebensform bezeichnet wurde, gefangen zu nehmen. Dabei kam Professor Gerald Robotniks Enkelin und Dr. Eggmans Cousine Maria Robotnik ums Leben, während Shadow ihren Tod hilflos mitansehen musste.
Durch Rouges Einfall kommen die Protagonisten auf die Idee, die Macht der Chaos Emeralds mit der Macht des Master Emeralds zu neutralisieren, um so die Kollision und den Weltuntergang zu verhindern. Dazu muss der Master Emerald jedoch in den Kern der Weltraumstation gebracht werden, während die Zeit knapp wird. So arbeiten Sonic, Tails, Knuckles, Dr. Eggman, Rouge, Bocoe und Decoe zusammen, nur Shadow weigert sich zu helfen, da er so sein Ziel, die Menschheit auszulöschen, erreichen kann. Als Chris auf ihn einredet, erinnert er sich daran, dass die sterbende Maria Robotnik Shadow sogar gegenteilig bat, den Menschen eine Chance zu geben. So macht er sich ebenfalls zum Kern auf und holt Sonic, Knuckles, Bocoe und Decoe ein, als diese den Kern erreicht haben. Doch der Sockel für den Master Emerald, eine exakte Kopie von Angel Island, wird vom Prototypen der ultimativen Lebensform, Biolizard, bewacht. Shadow kämpft gegen den Biolizard, damit Knuckles den Master Emerald in den Sockel setzen kann, was die Energie der Chaos Emeralds stoppt. Doch stattdessen nutzt Biolizard all seine Energie, um vom Weltraum aus die Weltraumstation auf Kollisionskurs mit dem Planeten zu halten. Sonic und Shadow nutzen die Macht der Chaos Emeralds, um zu Super Sonic und Super Shadow zu werden und den Biolizard kurz vor der Kollision vom Weltraum aus zu bekämpfen. Dieser wird besiegt und unmittelbar vor der Kollision nutzen Super Sonic und Super Shadow gemeinsam Chaos Control, um die in die Erdatmosphäre eindringende Weltraumstation wieder weit weg in den Orbit zu teleportieren. Die Menschheit sieht die Rettung der Welt am Himmel und feiert den verhinderten Weltuntergang, während Shadow seine Kräfte verlassen und er sich anscheinend dafür geopfert hat, der Menschheit eine Chance zu geben. Sonic und seine Freunde sind erleichtert, trauern aber auch um Shadow – Vor allem Chris kann seine Tränen nicht zurückhalten.
Zum Teil an Sonic Heroes angelehnte Handlung
Vector the Crocodile, Espio the Chameleon und Charmy Bee sind als Team Chaotix mitsamt ihrer kompletten Detektei auf der Erde gelandet und entnehmen aus der Zeitung auch die Präsenz von Sonic und seinen Freunden. Sie vollenden ihren Detektivauftrag, indem sie Creams Mutter Vanilla nach einer langen Suche mit ihrer Tochter auf dem Thorndyke-Anwesen vereinen. Währenddessen gibt Dr. Eggman an, seine Taten zu bereuen und repariert aus diesem Grunde den von ihm zerstörten Mond, indem er die fehlende Hälfte des Mondes mit einer Metalloberfläche rekonstruiert und sich das Vertrauen des Präsidenten erschleicht. Kurz darauf schiebt sich der sogenannte Egg Moon jedoch vor die Sonne und erzeugt auf der Erde eine dauerhafte Sonnenfinsternis. Weiterhin gibt sich Dr. Eggman bemüht, spricht von einem Fehler und verspricht, die Erde mit künstlichem Licht und selbst erzeugter Wärme komplett zu versorgen. Sonic beginnt, die Generatoren für das künstliche Licht zu zerstören, womit er die Öffentlichkeit gegen sich aufbringt, während Dr. Eggman als Held gefeiert wird und als Präsident kandidieren will. Jedoch kann Sonic beweisen, dass sich der Mond permanent zwischen Erde und Sonne bewegen muss, um die dauerhafte Sonnenfinsternis zu erzeugen, womit Sonic die Lügen von Dr. Eggman überführt und dieser deswegen zusammen mit Bocoe und Decoe verhaftet wird.
Zum Teil an Sonic Battle angelehnte Handlung
Bokkun findet und reaktiviert einen antiken Gizoiden-Roboter namens Emerl, der sich daraufhin Sonic und seinen Freunden anschließt, jedoch insgeheim deren Fähigkeiten und Techniken speichert sowie kopiert. Nachdem Dr. Eggman aus dem Gefängnis entkommen konnte, will der Präsident für eine erneute Festnahme ein Kampfturnier veranstalten, um Dr. Eggman mit dem Preisgeld, einem Chaos Emerald, anzulocken. Neben Sonic und seinen Freunden, darunter Chris, nehmen auch Emerl und Dr. Eggmans insgeheimer Kampfroboter namens Lucky teil. Nach einigen Kämpfen verliert Knuckles im Finale gegen Emerl, da Cream versehentlich eine weiße Fahne auf das Kampffeld wirft und die Schiedsrichter dies als Kapitulation von Knuckles werten. Als Turniersieger erhält Emerl den versprochenen Chaos Emerald, absorbiert diesen jedoch und greift daraufhin mit großer Zerstörungswut die Zuschauer an und zerstört die Tribünen, sehr zu vor allem Creams Entsetzen, da diese sich intensiv mit Emerl angefreundet hatte. Vergeblich versuchen Sonic und all seine Freunde, Emerl im Rausche seines tödlichen Amoklaufs zu stoppen, doch da Emerl über das ganze Kampfturnier hinweg alle Kampffähigkeiten kopiert hat, haben sie selbst mit vereinten Kräften keine Chance. Nachdem sich der Kampf bis zum Strand gestreckt hat, kann Emerl schließlich Sonic besiegen und bewusstlos schlagen. Aus Wut und Trauer ist es ausgerechnet Cream, die sich an den Kämpfen nicht beteiligte, die Emerl mit ungeahnten Angriffen ins Meer stößt, woraufhin dessen Schaltkreise kurzschließen und er damit defekt auf dem Meeresgrund versinkt.
Eines Tages treffen Regierungsbeauftragte auf dem Thorndyke-Anwesen ein und berichten, dass der Aufenthalt von Sonic und seinen Freunden auf der Erde für Anomalien im Raum-Zeit-Gefüge sorgen. Die Zeitachsen beider Welten haben bereits begonnen, miteinander zu verschmelzen und wenn nicht schnellstens gehandelt wird, würden sich die Zeitachsen gegenseitig aufheben und damit den Untergang beider Welten verursachen. Sonic und die anderen müssen also schnellstmöglich in ihre Welt zurückkehren, was aber vor allem ein Schock für Chris ist, der sich vehement gegen dieses Vorhaben sträubt und dabei sogar Dr. Eggman um Hilfe bittet. Doch letztendlich bauen Tails und Chuck eine Maschine, die angetrieben von der Energie der Eclipse Cannon der Weltraumstation ARK ein Portal zu Sonics Welt erschafft. Während bei einer emotionalen Abschiedszeremonie ein Charakter nach dem anderen in seine Welt zurückkehrt, schließt sich das Portal unmittelbar vor Sonic, der dieses als letztes durchschreiten wollte. Chris freut sich und flüchtet mit Sonic quer durch das Land, um mit ihm zusammen zu bleiben. In Sonics Welt wundern sich Tails, Knuckles, Amy und die anderen darüber, dass Sonic ihnen nicht durch das Portal folgt, woraufhin Dr. Eggman sofort seine Weltoberungspläne in Gang setzt. Nachdem Chris von seinen Eltern gefunden wird und Sonic nach einem tränenreichen Abschied von Chris in seine Welt zurückkehrt, besiegt er Dr. Eggman als Super Sonic und erleichtert seine Freunde. Sechs Jahre später arbeitet Chris als 18-Jähriger mit seinen Freunden Helen, Frances und Danny an einer Maschine, um eines Tages Sonic in seiner Welt besuchen zu können.

### 3. Staffel
Die dritte Staffel beginnt mit einem furiosen Kampf im Weltall zwischen Super Sonic und einem unbekannten Feind, der sich später als Dark Oak, dem Anführer der Metarex, herausstellt. Erstmals kann Sonic seinen Gegner selbst als Super Sonic nicht besiegen und da es Dark Oak erklärterweise auf die Chaos Emeralds abgesehen hat, nutzt Super Sonic seine letzte Kraft, um die sieben Chaos Emeralds quer im gesamten Universum zu verteilen, ehe er in seiner Normalform auf seinen Planeten zurückstürzt und dort ausgerechnet von Dr. Eggman aufgepäppelt wird. Derweil werden Tails, Amy und Cream Zeuge davon, wie ein außerirdisches Mädchen namens Cosmo auf ihrem Planeten abstürzt und zunächst bei Cream und Vanilla untergebracht wird. Dann erscheint ein Metarex, woraufhin Knuckles und Rouge den Kampf aufnehmen, jedoch ohne Erfolg. Wiedervereint mit Sonic wollen die Freunde den Master Emerald zu Rate ziehen, als plötzlich Chris aus dem Master Emerald hervortritt – Chris hat seine Maschine fertiggestellt und ist nun allein durch das Portal in Sonics Welt gereist, jedoch aufgrund der verschobenen Zeitachsen erhielt der eigentliche 18-jährige Chris seinen 12-jährigen Körper zurück. Der Metarex kann aber nicht gestoppt werden und entzieht dem Planeten das Planet Egg, der Kraftquelle allen Lebens, woraufhin ein Planet abstirbt, wie Cosmo allen Anwesenden zu berichten weiß, da dies mit ihrem Heimatplaneten geschah und sie durch ihre Flucht als einziges überlebte. Tails baut ein riesiges Raumschiff, welches den Master Emerald als Energiequelle nutzt, damit das Team die im Universum verstreuten Chaos Emeralds vor den Metarex einsammeln kann.
Im Laufe ihrer Suche nach den Chaos Emeralds werden Sonic und seine Freunde in zahlreiche Gefechte sowohl mit den Metarex als auch Dr. Eggman verwickelt, an dessen Schiff sich zudem Rouge geschlichen hat. Dabei gibt es auch ein Wiedersehen mit Shadow, der einst den Kampf an der ARK überlebte und von Dr. Eggman wiederentdeckt wurde, aber seitdem über keinerlei Erinnerungen an die damaligen Ereignisse verfügt. Auch mit Team Chaotix, welches von Vanilla beauftragt wurde, sich nach Creams Wohlergehen zu erkunden, kommt es zu einigen Missverständnissen. Schließlich haben Sonics Team und Dr. Eggman fünf Chaos Emeralds gefunden, während die letzten beiden Emeralds in einer Basis der Metarex versteckt sind, und verbünden sich notgedrungen für einen gemeinsamen Überfall. Während des Angriffs versucht Dr. Eggman, Sonics Truppe zu hintergehen, muss aber schließlich selbst den Rückzug antreten, als eine Flotte der Metarex unter der Führung eines der vier Metarex-Generäle anrückt. Es entbrennt ein Kampf zwischen Super Sonic und Super Shadow, infolgedessen sich die Basis in ein riesiges Wurmloch verwandelt, welches die gesamte Metarex-Flotte vernichtet und die Chaos Emeralds abermals in der Galaxis verstreut. Nur mit größter Not können sowohl die Freunde als auch Dr. Eggman mit Shadow und Rouge der Gefahr entkommen.
Beide Parteien durchqueren einige Zeit später das Wurmloch und machen Bekanntschaft mit den übrigen Metarex-Generälen. Während Sonic und seine Freunde einen abgelegenen Planeten heilen und von den Einwohnern zum Dank einen Chaos Emerald erhalten, kommen Dr. Eggman, Shadow und Rouge einer Truppe menschlicher Rebellen zur Hilfe, die sich dem Kampf gegen die Metarex verschrieben haben, und von denen insbesondere die junge Molly infolge der Rettung eine große Faszination für Shadow empfindet. Mit ihrer Hilfe können sie einen weiteren Chaos Emerald bergen, doch der Rebellenanführer hat unterdessen heimlich mit den Metarex einen Pakt geschlossen und will Dr. Eggman an diese ausliefern, der das aber hat kommen sehen. Shadow muss mit ansehen, wie Molly, verzweifelt durch den Verrat ihrer Kameraden, bei einem Selbstmordangriff ums Leben kommt, und trennt sich mit Rouge von Dr. Eggman. Letzterer verbündet sich danach kurzzeitig mit den Metarex und kommandiert einen Angriff auf Sonics Schiff, ist aber insgeheim als Doppelagent tätig und versucht, Informationen aus der Metarex-Datenbank zu stehlen. Nachdem er Sonic und seinen Freunden geholfen hat, einem weiteren Hinterhalt der Metarex zu entrinnen, und diese in einem schweren Kampf einen weiteren der Metarex-Generäle besiegen können, erscheint Shadow auf ihrem Schiff und versucht, Cosmo zu töten. Wie sich herausstellt, ist Cosmo in Wirklichkeit eine ungewollte Spionin der Metarex und die Tochter von Dark Oak, an den alles übermittelt wird, was sie sieht und hört. All ihre bisherigen Siege über die Metarex waren von ihm beabsichtigt, um das Vertrauen ihrer Freunde in sie zu stärken. Entschlossen, sich davon nicht aufhalten und Cosmo nicht im Stich zu lassen, entdecken Sonic und seine Freunde auf einem verlassenen Planeten die Ursprünge von Cosmos Volk, welches einst Opfer einer großen Invasion wurde, und erfahren, dass auch Dark Oak und die Metarex-Generäle diesem entstammen. Letzteren ist es mittlerweile gelungen, alle sieben Chaos Emeralds zu beschaffen, um ihren großen Plan in die Tat umzusetzen: Alles nichtpflanzliche Leben im Universum auszulöschen.
Zusammen mit Dr. Eggman und Team Chaotix ziehen Sonic und seine Freunde am Zentrum der Galaxis in die entscheidende Schlacht gegen Dark Oak, der sich mit den verbliebenen zwei Metarex-Generälen zu einem planetenähnlichen Monster verbunden hat. Die Helden verwenden den Master Emerald als Waffe, um die Metarex anzugreifen, doch gegen Dark Oak haben nicht einmal Super Sonic und Super Shadow gemeinsam eine Chance. Erst als sich Cosmo selbstlos opfert, kann sie Dark Oak stoppen, indem sie eins mit ihm wird. Um die Metarex endgültig zu vernichten, bittet sie Tails, zum Entsetzen aller, mit der Sonic-Powerkanone ihres Raumschiffs auf sie zu feuern. Tails, der sich mit der Zeit in sie verliebt hat, sieht sich völlig verzweifelt dazu außerstande, während Dr. Eggman und Cosmo ihn zu trösten versuchen. Unter Tränen gesteht er Cosmo seine Liebe, ehe er sich schließlich dazu durchringen kann, abzudrücken. Mit ihrem Tod und der darauffolgenden Detonation, die Super Shadow mit Chaos Control auf sichere Entfernung bringt, kehren alle gestohlenen Planet Eggs in ihre ursprünglichen Planeten zurück, um sie wieder mit Leben zu füllen. Sonic, der mit Shadow noch einen letzten Versuch unternommen hatte, Cosmo zu retten, kann nur noch mit ihrem Samen zu Tails zurückkehren, der mit gebrochenem Herzen zusammenbricht.
Einen Monat nach diesen Ereignissen sind die Freunde wieder zurück auf Sonics Planeten. Doch nun enthüllt Dr. Eggman Chris, dass dieser aufgrund des Raum-Zeit-Gefüges wieder in seine Welt zurückkehren müsse, diesmal anscheinend für immer. Er hat dafür schon alle nötigen Vorkehrungen getroffen, doch bleibt keine Zeit für Chris, seinen Freunden Lebewohl zu sagen. Als Chris in der Kapsel sitzt, die ihn in seine Welt zurückbringen soll, erblickt er dennoch Sonic, der ihr zum Abschied hinterherläuft. Im Abspann wird das weitere Schicksal der Charaktere gezeigt: Dr. Eggman macht sich wieder auf, die Welt zu erobern. Sonic und seine Freunde ziehen gemeinsam los, um ihn aufzuhalten. Shadow, der die Schlacht überlebt hat, steht an Mollys Grab, an das er eine Blume gelegt hat; und Tails hat Cosmos Samen in einen Topf gepflanzt, aus dem nun ein Trieb sprießt.

## Figuren
- ;Sonic the Hedgehog:

Der blaue Igel Sonic the Hedgehog, der mit Überschallgeschwindigkeit rennen kann, ist der namensgebende Held der Serie. Sonic ist freiheitsliebend, furchtlos, abenteuerlustig, ungeduldig und gutherzig zu jedem, den er trifft. So freundet er sich kurz nach seiner Ankunft auf der Erde auch mit Chris und seinem Umfeld an. Seine große Schwäche ist das Wasser, vor dem er große Angst hat, da er nicht schwimmen kann und seine Geschwindigkeit im Wasser stark abnimmt. Dass seine Freunde Tails, Knuckles und Amy bei ihm sind, macht ihm seine Zeit auf der Erde weitaus erträglicher, wenngleich er sich auch mit seinem Erzfeind Dr. Eggman auseinandersetzen muss. Mit den sieben Chaos Emeralds kann sich Sonic zu den goldfarbenen Super Sonic verwandeln und selbst mächtige Gegner besiegen.
- ;Miles „Tails“ Prower:

Miles Prower, besser bekannt unter seinem Rufnamen Tails, ist ein zweischwänziger Fuchs und gilt als loyaler, zuverlässiger Freund und Sidekick von Sonic. Wie in den Spielen kann Tails fliegen, indem er seine beiden Schwänze wie einen Propeller umherwirbelt, in Sonic X macht er von dieser Fähigkeit aber selten Gebrauch. Ebenso verfügt Tails über technisches Geschick und ist mit dem Bauen und Verwenden von Maschinen und Vehikeln vertraut, weswegen er auch den Doppeldecker-Flugzeug namens Tornado fliegen kann und hin und wieder modifiziert oder aufrüstet. Tails freundet sich auf der Erde ebenfalls mit Chris an, doch mehr als alle anderen Charaktere versteht er sich mit dessen Großvater, dem Wissenschaftler und Erfinder Chuck Thorndyke. Zusammen basteln sie teils stundenlang an den unterschiedlichsten Erfindungen.
- ;Knuckles the Echidna:

Knuckles the Echidna ist ein roter Ameisenigel und ein starker Kämpfer, der mit seinen Fäusten Felsen zerschmettern, in der Luft gleiten und an Wänden klettern kann. Im Grunde ist Knuckles gutherzig, aber auch naiv und kann schnell temperamentvoll werden. Er gilt als der letzte, lebende Echidna, der auf seiner Heimat, der schwebenden Insel Angel Island, den mächtigen Master Emerald, den größten Schatz seines Volkes, mit seinem Leben beschützt. Als er mit Sonic und den anderen auf der Erde strandet, unternimmt er alles, um zurück zum Master Emerald zu kommen, doch stattdessen landet am Ende der ersten Staffel seine Insel mitsamt dem Master Emerald ebenfalls auf der Erde. Trotz seines manchmal aufbrausenden Charakters ist er ein Freund von Sonic, Tails sowie Amy und freundet sich auch mit Chris und seiner Familie an, auch wenn er sich weiterhin unnahbar gibt. Dr. Eggman schafft es hin und wieder, Knuckles’ naive Seite auszunutzen und ihn gegen Sonic auszuspielen. Eine Art Hassliebe empfindet er gegenüber Rouge the Bat, da sie ihn oft provoziert, die beiden jedoch eine gewisse Schwäche füreinander haben.
- ;Amy Rose:

Ein pinkes Igelmädchen, welches verliebt in Sonic ist und daraus kein Geheimnis macht, oft sogar angibt, seine feste Freundin zu sein. Diesem sind ihre häufigen Annäherungsversuche und Umarmungen zumeist unangenehm, jedoch bleibt ambivalent, ob Sonic ihre Gefühle erwidert und dies lediglich nicht offen zeigt, oder ob er nicht daran interessiert ist, mehr als eine Freundschaft zu Amy zu pflegen. Amy ist eine Frohnatur, offen, energiegeladen, mitfühlend, kindlich und doch mutig, tritt oft freundlich und liebenswert auf, aber kann schnell verärgert, temperamentvoll, wütend oder traurig werden. Sie verfügt sie über einen großen Piko Piko Hammer, den sie als Waffe nutzen kann. Sie versteht sich gut mit allen Bewohnern im Thorndyke-Anwesen, egal aus welcher Welt, und ist immer für alle da. Vor allem für Cream the Rabbit bemüht sie sich, eine gute Freundin zu sein.
- ;Dr. Eggman:

Dr. Ivo Robotnik, besser bekannt unter seinem Rufnamen Dr. Eggman, ist ein verrückter Wissenschaftler und der Erzfeind von Sonic the Hedgehog, der sich Sonic und seinen Freunden, oft fliegend in seinem Egg Mobile, immer wieder mit seinen Robotern, Erfindungen oder Finten in den Weg stellt. Da er sich der Welt und ihren Bewohnern überlegen fühlt, strebt er an, die bestehende Welt zu erobern – sowohl Sonics Welt als auch die Erde. Wegen Dr. Eggmans Energieverstärker landeten er, Sonic und anderen überhaupt erst auf der Erde, die er später als seine Herkunftswelt erkennt, auch wenn nicht klar wird, ob er sich an sein früheres Leben auf der Erde erinnern kann oder nicht. Stattdessen wird er mit den Ereignissen, die seinen Großvater Professor Gerald Robotnik und seine Cousine Maria Robotnik vor über 50 Jahren betrafen, konfrontiert, als er Shadow the Hedgehog reaktiviert. Oft stößt er auf frühere Technologien, Artefakte und Legenden oder erweckt Kreaturen der Vergangenheit wieder zum Leben, von denen er sich zunehmende Macht erhofft, jedoch geraten diese dann meist außer Kontrolle. Dr. Eggman ist gerissen, narzisstisch und enorm von sich selbst und seinem Intellekt überzeugt, neigt aber bei Rückschlägen zu bisweilen kindischen Wutausbrüchen. Mit der Zeit wird Dr. Eggman jedoch immer nahbarer und stellt sich im Ernstfall auch auf Sonics Seite, wenn er dies als notwendig betrachtet, zudem wird vereinzelt angedeutet, dass er sich ohne seinen Erzfeind auf Dauer langweilen würde. In Sonic X ist Dr. Eggman immerzu in Begleitung seiner untergebenen, aber unzuverlässigen, schusseligen Roboter Bocoe und Decoe. Zudem nutzt er den kleinen Bokkun als Überbringer seiner Botschaften.
- ;Rouge the Bat:

Eine Fledermaus und eine professionelle Schatzjägerin, die sich gerade unbemerkt in Dr. Eggmans Basis aufhielt, als sie der explodierende Energieverstärker ebenfalls auf die Erde stranden ließ. Ihr Auftreten wirkt meist eingebildet und frech, doch Rouge agiert dabei klug, ruhig, besonnen und mit Bedacht. Dabei ist Rouge zu keinem Zeitpunkt bösartig, sondern höchstens in manchen Punkten egoistisch. In Wirklichkeit ist sie eine loyale und zuverlässige Freundin für ihre Verbündeten und ihr Arbeitgeber in der Serie ist der Präsident der Erde, weswegen sie zusammen mit der bisherigen Spionin Topaz zusammenarbeitet, um vorrangig nach den Chaos Emeralds zu suchen. Das Verhältnis zwischen Rouge und Topaz ist zunächst angespannt und rivalisierend, doch im Laufe der Handlung entwickelt sich ein freundschaftliches Verhältnis. Sie verbündet sich vorübergehend mit Dr. Eggman und Shadow the Hedgehog, ist Sonic und seinen Freunden gegenüber jedoch nie feindlich gesinnt. Ihre Schwäche für Edelsteine und Juwelen haben sie zu einer der weltberühmtesten Schatzjägerinnen gemacht, während Außenstehende sie deswegen abwertend als Diebin bezeichnen.
- ;Cream the Rabbit:

Das junge, kleine Hasenmädchen Cream the Rabbit gehört dauerhaft zu Sonics Freunden, die im Anwesen der Familie Thorndyke Unterschlupf finden. Sie ist ein kleines, schüchternes, naives und verhaltenes Mädchen reinen Herzens, welches schnell verunsichert oder verängstigt werden kann, weswegen sie sich in Begleitung von Sonic, Tails, Amy oder anderen Freunden wohler fühlt und Dr. Eggman fürchtet. Cream wird normalerweise immer von ihrem Chao namens Cheese begleitet. Ihre Mutter ist Vanilla the Rabbit, welche gegen Ende der zweiten Staffel zu Creams großer Freude ebenfalls auf die Erde gerät und auch vorübergehend im Anwesen unterkommt. Auch mit Chris und seinem Umfeld versteht sich Cream sehr gut, während sich vor allem die fürsorgliche Haushälterin Ella sehr gut um sie kümmert.
- ;Shadow the Hedgehog:

Shadow the Hedgehog ist eine künstlich von Dr. Eggmans Großvater Professor Gerald Robotnik erschaffene Lebensform in der Gestalt eines Igels, die als „ultimative Lebensform“ bezeichnet wird. Aufgrund seines grob ähnlichen Aussehens wird er zunächst für Sonic the Hedgehog gehalten, sodass dieser für Shadows aus Rachegelüsten verursachte Verbrechen verhaftet und von der Polizei verfolgt wird, was es Sonic erschwert, Shadow als den wahren Gräueltäter zu überführen. Shadow ist einer der tiefgreifendsten Charaktere und Persönlichkeiten der Serie, der dauerhaft ein ebenbürtiger Rivale für Sonic wird. Auch Chris gibt zu einem Zeitpunkt nicht auf, so lange auf Shadow einzureden, bis dieser Sonic und den anderen dabei hilft, den drohenden Weltuntergang zu verhindern. Nachdem er dabei vermeintlich ums Leben kommt, taucht Shadow, heimlich von Dr. Eggman geborgen, in der dritten Staffel überraschend wieder auf, kann sich seitdem aber nicht an die vorherigen Geschehnisse erinnern. Er zeigt sich immer ernst, aber auch arrogant oder selbstzweifelnd, da ihn lange Zeit Gedächtnislücken plagen, die er im Laufe der Serie füllen kann. Shadow hat keinen Sinn für Humor, lacht nie und bleibt immer ernst, war aber in früheren Jahren ein treuer, loyaler Freund für Maria Robotnik. Seine populärste Fähigkeit ist Chaos Control, das ihm erlaubt, Zeit und Raum zu manipulieren, und wie Sonic ist es auch ihm mit Hilfe der sieben Chaos Emeralds möglich, die Verwandlung zu Super Shadow zu vollziehen.
- ;Big the Cat:

Dieser sehr große, dicke lila Kater mit gigantischen Ohren, lebt mit seinem besten Freund Frosch Froggy ein ruhiges Leben, auch nachdem die beiden auf der Erde gelandet sind. Er liebt das Angeln über alles und trägt deshalb immer eine oder mehrere Angelruten mit sich herum, um jederzeit seinem großen Angelhobby nachgehen zu können. Big bevorzugt einen sehr ruhigen und entspannten Lebensstil und lebt daher immer gemütlich in den Tag hinein. Er ist gutherzig, gutgläubig, freundlich, friedliebend und stark, wirkt mit seiner langsamen Sprechweise und begrenztem Wortschatz jedoch ein wenig begriffsstutzig und minderbemittelt. Als sein Freund Froggy von der Kreatur Chaos angefallen und fortan einen Schweif mit sich herum trägt, den Dr. Eggman zur Vervollständigung von Chaos benötigt, flieht Froggy fortan immer wieder vor Big, was dieser mit großer Verwunderung wahrnimmt. Big folgt Froggy durch viele, auch gefährliche Orte, wo sich seine Wege mit denen von Sonic und seinen Freunden vermehrt kreuzen.
- ;Christopher Thorndyke:

Der 12-jährige Junge Christopher Thorndyke, kurz Chris, lebt auf dem luxuriösen Anwesen seiner Eltern in der Großstadt Station Square auf der Erde. Er wohnt mit seinem Großvater Chuck Thorndyke, der fürsorglichen Haushälterin Ella und dem scharfsinnigen Butler Mr. Tanaka auf diesem Anwesen. Seine beiden Eltern, der Unternehmer Nelson Thorndyke und die Schauspielerin Lindsay Thorndyke, kommen aus beruflichen Gründen nur selten nach Hause, um Chris zu besuchen, was diesen sehr belastet. Über Sonics Ankunft und Freundschaft freut sich Chris sehr und nimmt auch immer mehr von Sonics Freunden bei sich zuhause auf. Chris hat einen aufgeschlossenen, aufrichtigen und freundlichen Charakter. Als es am Ende der zweiten Staffel zum Abschied von Sonic kommt, ist Chris zunächst am Boden zerstört und handelt egoistisch, indem er Sonic weiter in seiner Welt behält, ehe er doch einsieht, dass der Zeitpunkt des Abschieds gekommen ist. Schließlich sieht man Chris sechs Jahre später in seiner erwachsenen, 18-jährigen Gestalt, wie er mit seinen Freunden Helen, Frances und Danny an einem Portal zu Sonics Welt arbeitet. Als er dieses in der dritten Staffel durchschreitet, erhält er in Sonics Welt aufgrund der Raum-Zeit-Verschiebung wieder sein kindliches Erscheinungsbild, behält aber das Wissen seines erwachsenen Selbst bei und kann Sonic und seinen Freunden bei ihrem Kampf gegen die Metarex nun aktiver als vorher zur Seite stehen. Am Ende der dritten Staffel muss er mithilfe von Dr. Eggman aufgrund des Raum-Zeit-Gefüges wieder in seine Welt zurückkehren, um nicht für immer in Sonics Welt festzustecken, wobei ihm keine Zeit bleibt, sich von seinen Freunden zu verabschieden.
- ;Cosmo:

Cosmo (inoffiziell in Fankreisen häufig auch als Cosmo the Seedrian bezeichnet) ist die letzte Überlebende einer außerirdischen, pflanzlichen Spezies, die von den Metarex komplett ausgelöscht wurde. Sie unterrichtet Sonic und seine Freunde über die drohende Gefahr und begleitet sie auf der Suche nach den Chaos Emeralds. Cosmo hat eine friedliche, gefühlvolle Persönlichkeit, jedoch wenig Selbstvertrauen und gibt sich oft selbst die Schuld an dem Leid, das ihre neuen Freunde durch die Metarex erfahren. Mit der Zeit entwickeln sie und Tails Gefühle füreinander. Doch ihr Glück nimmt eine tragische Wendung, als enthüllt wird, dass Dark Oak, der Anführer der Metarex, nicht nur ihr Vater ist, sondern durch sie zudem jeden einzelnen ihrer Schritte verfolgen konnte. Im Gegenzug dafür, dass er sie einst als Einzige ihrer Spezies verschonte, implantierte er ihr ein Spionagegerät im Gehirn, das jeden ihrer Seh- und Höreindrücke an ihn überträgt und operativ nicht zu entfernen ist. Entsetzt davon, in welche Gefahr sie ihre Freunde gebracht hat, beschließt sie, diese zu verlassen und allein gegen Dark Oak zu kämpfen, doch Sonic und sein Team machen ihr klar, dass sie ihr nach wie vor beistehen. Als in der finalen Schlacht die Lage aussichtslos erscheint, opfert Cosmo sich selbst und wird eins mit Dark Oak, um ihren Freunden eine Chance zu geben, die Metarex endgültig zu besiegen. Von Tails, welcher nach langem Zögern auf ihre eigene Bitte hin den tödlichen Schuss auslöst, verabschiedet sie sich mit den Worten, dass sie ihn für immer lieben werde.
- Bocoe & Decoe: Dr. Eggmans treue Roboter, Handlanger und Lakaien, die diesen jedoch aufgrund ihrer Unzuverlässigkeit, flapsiger Bemerkungen und ihres schusseligen Auftreten immerzu zur Weißglut treiben. Im Lauf der Serie werden sie selbstständiger und lassen sich von Dr. Eggman nicht mehr alles gefallen, obgleich sie ihm weiterhin zur Seite stehen.
- Bokkun: Kleiner, dunkler Roboter von Dr. Eggman mit einer sehr aufgedrehten, kindischen Art, der zumeist Sonic und anderen Videobotschaften von Dr. Eggman überbringt und es liebt, ihnen Streiche zu spielen. Er besitzt einen herzförmigen Anhänger mit einem Foto seines heimlichen Schwarms im Inneren, welchen Rouge zu Beginn der dritten Staffel entwendet, womit sie ihn fortan erpresst. In der letzten Episode wird enthüllt, dass es sich um ein Foto von Cream handelt.
- Vector the Crocodile: Ein Krokodil, Privatdetektiv und Anführer von Team Chaotix. In der Serie schwärmt er offen für Vanilla the Rabbit, was ihm bei ihren Aufträgen regelmäßig erschwert, Fantasie und Realität auseinanderzuhalten. Trotz seiner aufbrausenden Art ist er im Kern gutmütig und scharfsinnig.
- Espio the Chameleon: Ein Chamäleon, Privatdetektiv und Mitglied von Team Chaotix. Obwohl er Vectors oft überstürzten und bisweilen abstrusen Plänen häufig widerspricht, steht er seinen Kameraden loyal zur Seite, zu denen er mit seinem verschlossenen Auftreten und überlegten Handeln einen Kontrast bildet. Mit seinen Ninja-Fertigkeiten ist er ein Meister der Tarnung.
- Charmy Bee: Eine Biene, Privatdetektiv und das jüngste Mitglied von Team Chaotix. Er tendiert dazu, seinen Kameraden mit seinem kindlichen Verhalten auf die Nerven zu gehen, entpuppt sich aber letztendlich doch immer wieder als für sie unverzichtbares Teammitglied. Mit Vector teilt er die Vorliebe für lukrative Aufträge.
- Cheese: Ein kleiner Chao mit Querbinder, der Cream the Rabbit nicht von der Seite weicht.
- Vanilla the Rabbit: Die ruhige, herzensgute Mutter von Cream the Rabbit, die im Laufe der zweiten Staffel mit ihrer Tochter wiedervereint wird.
- Tikal the Echidna: Eine Vorfahrin von Knuckles des Stammes der Echidna von vor über 3.000 Jahren, die einst mit Chaos befreundet war, bis es zu einem schrecklichen Zwischenfall kam.
- Pachacamac: Tikals Vater, der in der Vergangenheit aus Machtgier und Kriegslust seine Tochter überging und den Zorn von Chaos auf sich zog.
- Chaos: Eine antike Wasser-Lebensform der Ahnen, den Dr. Eggman für immer mehr Macht mit den Chaos Emeralds füttert, um die Weltherrschaft an sich zu reißen.
- E-Roboter: Dr. Eggmans Roboter an Bord des Egg Carrier, ehe E-102 Gamma beschließt, seine Roboterkollegen und sich selbst durch Zerstörung von ihrem Gehorsam gegenüber Dr. Eggman zu lösen.
- Professor Gerald Robotnik: Ein hochangesehener, menschlicher Wissenschaftler und der Großvater von Dr. Eggman und Maria Robotnik. 50 Jahre vor der Handlung der Serie schuf er auf der Weltraumstation ARK Shadow the Hedgehog als die „ultimative Lebensform“. Nachdem seine Forschung auf Befehl der Regierung beendet, die ARK gewaltsam geschlossen und Maria dabei getötet wurde, schwor er der Menschheit Rache. Sein Plan zu ihrer Vernichtung wird letztendlich von Sonic und seinen Freunden, Dr. Eggman und schließlich auch Shadow vereitelt.
- Maria Robotnik: Cousine von Dr. Eggman, Enkelin von Professor Gerald Robotnik und beste Freundin von Shadow the Hedgehog. Die gemeinsame Zeit mit ihr und ihr früher Tod haben Shadow nachhaltig geprägt und bestimmen seine Handlungen auch 50 Jahre später.
- Biolizard: Der Prototyp der ultimativen Lebensform von Professor Gerald Robotnik, gegen den Sonic und Shadow the Hedgehog auf der Weltraumkolonie ARK kämpfen müssen.
- Emerl: Ein uralter Gizoid einer früheren Zivilisation, der von Dr. Eggman gefunden wird, aber lieber Freundschaft mit Sonic und den anderen schließt und seine Kampffähigkeiten bei einem Kampfturnier beweist.
- Metarex: Intergalaktische Armee aus Cyborgs, welche die Galaxie erobern wollen, angeführt von Dark Oak und seinen Untergebenen Pale Bayleaf, Black Narcissus, Red Pine und Yellow Zelkova.
- Chuck Thorndyke: Großvater von Chris Thorndyke und Vater von Nelson Thorndyke, ein begeisterter Wissenschaftler und Erfinder, der sich besonders gut mit Tails versteht.
- Nelson Thorndyke: Vater von Chris Thorndyke und Sohn von Chuck Thorndyke, ein erfolgreicher Unternehmer. Um Chris ein mangelfreies Leben zu ermöglichen, konzentriert er sich auf seinen Beruf und ist nur selten zuhause, wodurch Chris in Einsamkeit aufwächst. Schließlich wird er von Chuck zurechtgewiesen und kann sich, davon geläutert, wieder mit Chris versöhnen.
- Lindsay Thorndyke: Mutter von Chris Thorndyke, eine berühmte Schauspielerin. Wie ihr Ehemann vernachlässigt sie, obgleich in guter Absicht, über ihre Karriere ihren Sohn, bis schlussendlich auch sie erkennen muss, dass Chris keinen Reichtum braucht, sondern Eltern, die für ihn da sind.
- Sam Speed: Onkel von Chris Thorndyke, bekannt als der schnellste Rennfahrer der Welt, der Sonic nach seinem verlorenen Wettrennen in der ersten Episode immerzu zu einer Revanche auffordert.
- Ella: Die Haushälterin im Hause Thorndyke, die sich sehr mütterlich und liebevoll, aber auch durchsetzungsstark und streng gegenüber Sonic und seinen Freunden zeigt.
- Mr. Tanaka: Der junge Butler im Hause Thorndyke, der sehr ernst und pflichtbewusst auftritt, aber auch mit ungeahnten Talenten, Scharfsinn und Fähigkeiten überrascht.
- Helen: Eine gute Freundin von Chris Thorndyke in seinem Alter mit langen blonden Haaren, welche im Rollstuhl sitzt und von Sonic aufgemuntert wird.
- Frances: Eine gute Freundin von Chris Thorndyke in seinem Alter mit kurzen roten Haaren, welche selbstbewusst und abenteuerlustig auftritt.
- Danny: Ein guter Freund von Chris Thorndyke in seinem Alter mit dunklen Haaren, welcher aufrichtig und sportlich auftritt.
- Präsident: Der Präsident für alle Länder der Erde, welcher sein Bestes gibt, um die Menschheit vor Dr. Eggman zu beschützen.
- Topaz: Eine Spezialagentin im Dienste des Präsidenten und der G.U.N., welche mit der Schatzjägerin Rouge the Bat zusammenarbeitet und ihr im Lauf der Serie eine gute Freundin wird.
- Mr. Stewart: Der Klassenlehrer von Chris Thorndyke, der jedoch auch als Geheimagent für den Präsidenten arbeitet.
- Jerome Wise: Der Berater und Pressevertreter des Präsidenten, welcher jedoch insgeheim selbst den Präsidentenposten anstrebt und einen Groll gegen Sonic und seine Freunde entwickelt.
- Christina Cooper: Die neue Beraterin und Sekretärin des Präsidenten, nachdem Jerome Wise entlassen wurde.
- Scarlet Garcia: Die Nachrichtenreporterin, die immer zur Stelle ist und sofort live im Fernsehen berichtet, wenn etwas für Sonic und seine Freunde relevantes passiert.
- Hawk: Ein Mensch in kriminellen Kreisen, der sich mit Knuckles anfreundet und ihm hilft.
- Miranda Curtis: Eine Angestellte von Nelson Thorndyke bei Thorndyke Industries.
- Molly: Ein Mädchen des Planeten Cascade, welches von Shadow vor den Metarex gerettet wird und bis auf die roten Haare Maria Robotnik verblüffend ähnlich sieht.
- Leon: Ein Junge des Planeten Cascade und Verbündeter von Molly, der bis auf die schwarzen Haare Chris Thorndyke verblüffend ähnlich sieht.
- Marmolimer: Vier kleine Außerirdische des Planeten Marmolim mit den Namen Lue, Momo, Ghana und Lylem.

## Synchronisation
Während der japanische Voicecast auf die Sprecher der Videospiele Sonic Adventure (1998), Sonic Adventure 2 (2001) und Sonic Heroes (2003) vertraute, so wurden im englischsprachigen Bereich komplett neue Sprecher eingesetzt und keine der bisherigen englischen Videospielstimmen erneut eingesetzt. So debütierten Jason Anthony Griffith als Sonic und Shadow, Amy Palant als Tails, Dan Green als Knuckles, Lisa Ortiz als Amy und Mike Pollock als Dr. Eggman, die alle überzeugten und ab 2005 auch in den Videospielen, beginnend mit Shadow the Hedgehog (2005) und Sonic Rush (2005), eingesetzt wurden. Als es im Jahre 2010 zu einem erneuten Recast kam, wurde nur Mike Pollock als Dr. Eggman in seiner Rolle behalten und noch bis heute eingesetzt. In Sonic X übernahm Mike Pollock mehrere Rollen, darunter auch Professor Gerald Robotnik und kurioserweise auch die Haushälterin Ella.
Auch für die deutsche Synchronisation war die Serie Sonic X der Beginn vieler langjähriger Synchronrollen im Sonic-Universum. Marc Stachel als Sonic, Anke Kortemeier als Tails, Claus-Peter Damitz als Knuckles, Shandra Schadt als Amy und Hartmut Neugebauer als Dr. Eggman kamen alle erneut zum Einsatz, als ab 2011, beginnend mit Sonic Generations (2011), die Sonic-Videospiele auch in deutscher Sprache vertont wurden. Marc Stachel und Claus-Peter Damitz sind ihren Rollen bis zuletzt in Sonic Frontiers (2022) nach wie vor treu, während der deutsche Synchronsprecher von Shadow in Sonic X, Jan Makino, später in Sonic Prime (2022) die Rolle von Sonic übernahm.
| Synchronsprecher in Sonic X | Synchronsprecher in Sonic X                                | Synchronsprecher in Sonic X | Synchronsprecher in Sonic X  | Synchronsprecher in Sonic X    | Synchronsprecher in Sonic X                                   | Synchronsprecher in Sonic X    |
| Figur im Spiel              | Deutscher Synchronsprecher                                 | Englischer Synchronsprecher | Japanischer Synchronsprecher | Französischer Synchronsprecher | Spanischer Synchronsprecher                                   | Italienischer Synchronsprecher |
| --------------------------- | ---------------------------------------------------------- | --------------------------- | ---------------------------- | ------------------------------ | ------------------------------------------------------------- | ------------------------------ |
| Sonic the Hedgehog          | Marc Stachel                                               | Jason Anthony Griffith      | Jun’ichi Kanemaru            | Alexandre Gillet               | Rafael Alonso Naranjo Jr.                                     | Fabrizio Vidale                |
| Shadow the Hedgehog         | Jan Makino                                                 | Jason Anthony Griffith      | Kōji Yusa                    | Benoît DuPac                   | Juan Amador Pulido (2. Staffel) Ricardo Escobar (3. Staffel)  | Fabrizio Vidale                |
| Miles Tails Prower          | Anke Kortemeier                                            | Amy Palant                  | Ryō Hirohashi                | Marie-Eugénie Maréchal         | Chelo Vivares                                                 | Federica De Bortoli            |
| Knuckles the Echidna        | Claus-Peter Damitz                                         | Dan Green                   | Nobutoshi Canna              | Sébastien Desjours             | Pablo Sevilla                                                 | Oreste Baldini                 |
| Amy Rose                    | Shandra Schadt                                             | Lisa Ortiz                  | Taeko Kawata                 | Naiké Fauveau                  | Mar Bordallo                                                  | Antonella Baldini              |
| Christina Cooper            | Kathrin Simon (1.–2. Staffel) Julia Haacke (3. Staffel)    | Lisa Ortiz                  | Kumiko Izumi                 |                                |                                                               |                                |
| Christopher Thorndyke       | Stephanie Kellner                                          | Suzanne Goldish             | Sanae Kobayashi              | Hervé Grull                    | Blanca Rada                                                   | Jacopo Castagna                |
| Ella                        | Anita Höfer                                                | Mike Pollock                | Kujira                       | Marie Lenoir                   |                                                               | Lorenza Biella                 |
| Dr. Eggman                  | Hartmut Neugebauer                                         | Mike Pollock                | Chikao Ōtsuka                | Marc Bretonnière               | Miguel Ayones                                                 | Dario Penne                    |
| Professor Gerald Robotnik   | Manfred Erdmann                                            | Mike Pollock                | Chikao Ōtsuka                | Marc Bretonnière               |                                                               | Carlo Reali                    |
| Big the Cat                 | Manfred Erdmann                                            | Oliver Wyman                | Takashi Nagasako             | Antoine Nouel                  |                                                               | Roberto Stocchi                |
| Pachacamac                  | Manfred Erdmann                                            | Oliver Wyman                | Toshihiko Nakajima           |                                |                                                               |                                |
| Rouge the Bat               | Simone Brahmann                                            | Kathleen Delaney            | Rumi Ochiai                  | Marie Lenoir                   | Amparo Bravo                                                  | Domitilla D'Amico              |
| Cream the Rabbit            | Sabine Bohlmann                                            | Rebecca Honig               | Sayaka Aoki                  | Melise de Winter               | Yolanda Mateos                                                | Ilaria Latini                  |
| Vanilla the Rabbit          | Kathrin Gaube                                              | Rebecca Honig               | Sayaka Aoki                  | Naiké Fauveau                  |                                                               | Laura Romano                   |
| Maria Robotnik              | Farina Brock                                               | Rebecca Honig               | Yuri Shiratori               | Naiké Fauveau                  |                                                               | Letizia Ciampa                 |
| Tikal the Echidna           | Kathrin Gaube                                              | Rebecca Honig               | Kaori Asou                   | Naiké Fauveau                  |                                                               | Valentina Mari                 |
| Topaz                       | Kathrin Gaube                                              | Kayzie Rogers               | Yukari Hikida                | Marie Millet                   |                                                               | Alessandra Grado               |
| Cosmo                       | Kathrin Gaube                                              | Amy Birnbaum                | Etsuko Kozakura              | Marie Lenoir                   |                                                               | Rachele Paolelli               |
| Helen                       | Maren Rainer                                               | Amy Birnbaum                | Noriko Hidaka                | Marie Millet                   |                                                               | Gemma Donati                   |
| Charmy Bee                  | Beate Pfeiffer                                             | Amy Birnbaum                | Yoko Teppouzuka              | Marie Millet                   | Mar Bordallo                                                  | Maura Cenciarelli              |
| Vector the Crocodile        | Willi Röbke                                                | James Carter Cathcart       | Kenta Miyake                 | Yann Le Madic                  | Rafael Alonso Naranjo Jr. Jesus Rodriguez                     | Luigi Ferraro                  |
| Espio the Chameleon         | Dirk Meyer                                                 | David Wills                 | Yuki Masuda                  | Antoine Nouel                  | Ricardo Escobar (2. Staffel) Juan Antonio Arroyo (3. Staffel) | Christian Iansante             |
| Mr. Tanaka                  | Hubertus von Lerchenfeld                                   | Darren Dunstan              | Naoki Imamura                | Yann Le Madic                  |                                                               | Ambrogio Colombo               |
| Bocoe                       | Reinhard Brock                                             | Darren Dunstan              | Bin Shimada                  | Antoine Nouel                  | Rafael Alonso Naranjo Jr.                                     | Enrico Pallini                 |
| E-102 Gamma                 | Reinhard Brock                                             | Andrew Rannells             | Naoki Imamura                |                                |                                                               | Andrea De Nisco                |
| Decoe                       | Wolfgang Schatz                                            | Andrew Rannells             | Ken Yamaguchi                | Yann Le Madic                  |                                                               | Francesco Meoni                |
| Bokkun                      | Andrea Wick                                                | Andrew Rannells             | Yumiko Kobayashi             | Sébastien Desjours             |                                                               | Monica Bertolotti              |
| Danny                       | Andrea Wick                                                | Rachael Lillis              | Naomi Shindou                | Marie-Eugénie Maréchal         | Amparo Bravo                                                  | Laura Latini                   |
| Galaxina                    | Andrea Wick                                                | Veronica Taylor             | Michiko Neya                 |                                |                                                               | Elena Liberati                 |
| Frances                     | Sonja Reichelt                                             | Kerry Williams              | Yuka Shioyama                | Marie Millet                   |                                                               |                                |
| Scarlet Garcia              | Kathrin Simon (1.–2. Staffel) Martina Duncker (3. Staffel) | Megan Hollingshead          | Yuka Shioyama                |                                |                                                               | Laura Romano                   |
| Chuck Thorndyke             | Reinhard Brock (1.–2. Staffel) Willi Röbke (3. Staffel)    | Jerry Lobozzo               | Bin Shimada                  | Antoine Nouel                  | Javier Franquelo                                              | Bruno Alessandro               |
| Nelson Thorndyke            | Frank Röth (1.–2. Staffel) Crock Krumbiegel (3. Staffel)   | Ted Lewis                   | Ken Yamaguchi                | Antoine Nouel                  |                                                               | Enrico Di Troia                |
| Dark Oak                    | Crock Krumbiegel                                           | Matt Hoverman               | Jōji Nakata                  | Antoine Nouel                  | Juan Antonio Arroyo                                           | Sergio Di Giulio               |
| Lucas                       | Crock Krumbiegel                                           | Matt Hoverman               | Katsuyuki Konishi            |                                | Juan Antonio Arroyo                                           | Sergio Di Giulio               |
| Lindsay Thorndyke           | Katrin Fröhlich                                            | Jennifer C. Johnson         | Naomi Shindou                |                                |                                                               | Antonella Baldini              |
| Sam Speed                   | Martin Halm                                                | Greg Abbey                  | Souichirou Tanaka            | Antoine Nouel                  |                                                               | Francesco Pezzuili             |
| Mr. Stewart                 | Pascal Breuer                                              | Andrew Rannells             | Michio Nakao                 | Antoine Nouel                  |                                                               | Loris Loddi                    |
| Jerome Wise                 | Claus Brockmeyer                                           | David Lapkin                | Koji Haramaki                |                                |                                                               |                                |
| Molly                       | Angela Wiederhut                                           | Erica Schroeder             | Hōko Kuwashima               |                                |                                                               | Perla Liberatori               |
| Leon                        | Stefan Günther                                             | Greg Abbey                  | Yuki Tai                     |                                |                                                               | Alessio De Filippis            |
| Black Narcissus             | Jan Makino                                                 | Sean Schemmel               | Ken Narita                   |                                | Jesus Rodriguez                                               | Gerolamo Alchieri              |
| Red Pine                    | Stefan Günther                                             | Jonathan Todd Ross          | Hōchū Ōtsuka                 |                                |                                                               |                                |
| Pale Bay Leaf               | Stefan Günther                                             | Jim Napolitano              | Jūrōta Kosugi                |                                | Miguel Ayones                                                 | Luca Ward                      |
| Yellow Zelkova              | Dirk Meyer                                                 | Ted Lewis                   | Takeshi Watabe               |                                |                                                               | Roberto Draghetti              |
| Präsident                   | Michael Rüth                                               | Ted Lewis                   | Tomohisa Asou                | Marc Bretonnière               |                                                               | Vittorio Di Prima              |

## Entstehung
Unter Aufsicht der Serienschöpfer bei Sega und dem Sonic Team unter der Leitung von Hajime Kamegaki, wurde Sonic X von TMS Entertainment produziert. Anders als die vorangegangenen, amerikanischen TV-Serien, bei denen Aussehen und Charakter von den Videospielvorlagen abweichten, wollte das Sonic Team eine Serie schaffen, welche Sonic und die weiteren Charaktere so wie vorgesehen zeigt und präsentiert. Im Jahre 2001 wurde eine dreimütige Pilot-Animation fertiggestellt, welche Sonic the Hedgehog dabei zeigt, wie er in Dr. Eggmans Basis einbricht, Roboter besiegt und mit zwei Chaos Emeralds schließlich siegreich ist. Auch Dr. Eggman, Tails, Knuckles, Amy, Cream, Rouge Shadow sind darin zu sehen, auch wenn Cream zu diesem Zeitpunkt öffentlich noch nicht bekannt war. Hier spielt die Serie noch komplett in Sonics Welt, Chris oder andere Menschen sind nicht zu sehen. Das Intro von Sonic X besteht fast ausschließlich aus Szenen der Pilot-Animation. 2002 folgte ein japanischer Trailer mit einer Länge von 4 Minuten und 30 Sekunden, der weitere Charaktere zeigte, darunter Big the Cat und nun auch Chris Thorndyke. Die Szene, wie Chris Sonic aus dem Schwimmbecken hilft, sieht hier noch anders aus als in der letztendlichen Episode und auch Dr. Eggman wird noch von anderen Robotern umgeben, die Roboter Bocoe und Decoe der Serie scheinen noch nicht erfunden.
Die originale Musik der Serie wurde produziert von Yorihiko Ike. Der Vorspanntitel ist im Japanischen Sonic Drive (SONIC DRIVE) von Hironobu Kageyama und Hideaki Takatori, in der westlichen Version Gotta Go Fast. Die ersten beiden Abspannlieder sind Mi-ra-i (ミ・ラ・イ) von RUN&GUN und Hikaru Michi (光る道) von Aya Hiroshige. Die japanische Fassung verwendet außerdem T.O.P. (T.O.P) von KP und URU. In der bearbeiteten Fassung von 4Kids wurde lediglich als Abspann eine instrumentale Kurzfassung von Gotta Go Fast verwendet.

## Veröffentlichung
Die 52 Episoden der ersten beiden Staffeln Sonic X wurden vom 6. April 2003 bis 28. März 2004 auf dem japanischen Sender TV Tokyo, gefolgt von Kids Station, erstausgestrahlt. In Nordamerika sicherte sich 4Kids Entertainment sämtliche internationale Marktrechte der Serie. Entsprechend der Firmenpolitik wurden viele Szenen geschnitten oder entfernt, Dialoge teilweise geändert oder komplett umgeschrieben. Die Soundtracks und Titellieder der Originalfassung wurden auch nicht übernommen, sondern komplett neue Stücke eingespielt. Nach einem Sneak Peak am 23. August 2003 wurden die 52 Episoden der ersten beiden Staffeln vom 6. September 2003 bis 26. März 2005 auf dem amerikanischen Sender Fox Broadcasting Company ausgestrahlt. Die meisten Länder, darunter auch Deutschland, nahmen sich die amerikanische Variante zum Vorbild. In Europa basierte einzig die französische Lokalisierung über alle Staffeln hinweg auf der japanischen Originalfassung, da TF1 die Serie noch vor 4Kids für den französischen Markt lizenziert hatte. Auch Südkorea orientierte sich bei der Umsetzung der Serie am japanischen Original mit dem ursprünglichen Soundtrack. In Deutschland liefen die 52 Episoden der ersten beiden Staffeln vom 30. Oktober 2004 bis 18. September 2005 auf Kabel eins und dem zugehörigen Kinderprogramm Fox Kids, welches am 10. Juni 2005 in Jetix umbenannt wurde.
Die dritte Staffel, welche die Episoden 53 bis 78 umfasst, wurde hingegen lange Zeit nicht in Japan ausgestrahlt. Stattdessen fand die Erstausstrahlung vom 12. März bis 18. April 2005 auf dem französischen Sender TF1 mit französischer Synchronisation statt, die nordamerikanische Ausstrahlung folgte vom 10. September 2005 bis zum 6. Mai 2006, während Deutschland diese Episoden vom 6. November 2005 bis zum 26. März 2006 ausstrahlte. Die japanische Originalfassung, obgleich existent, wurde für lange Zeit in Japan nie gezeigt, erst im Jahre 2020 zur weiteren Bewerbung des Kinofilms Sonic the Hedgehog (2020) erhielt diese erstmalig vom 4. April bis 26. September 2020 in Japan eine TV-Ausstrahlung.
In Japan wurden die ersten beiden Staffeln auf DVD veröffentlicht. In den USA erschienen von 2003 bis 2005 zunächst VHS-Kassetten mit Sonic X, ehe ab dem 1. Juni 2004 DVD-Veröffentlichungen der ersten 20 Episoden folgten. Diese erschienen auch in deutscher Sprache in Deutschland auf DVD. Im Veröffentlichungszeitraum des Videospiels Shadow the Hedgehog (2005) wurde eine DVD namens Sonic X: Project Shadow am 15. November 2005 in den USA veröffentlicht, welche die Episoden 33 bis 38 mit der nacherzählten Handlung von Sonic Adventure 2 (2001) umfasste, sozusagen als Vorgeschichte zum neuen Spiel. Am 22. November 2016 wurde in den USA Sonic X Collection 1 mit 8 DVDs veröffentlicht, welche die ersten 52 Episoden beinhalteten, ehe Sonic X Collection 2 am 6. Dezember 2016 mit den restlichen Episoden 53 bis 78 folgten. Schließlich erschien am 28. Mai 2019 eine Blu-ray-Veröffentlichung mit allen 78 Episoden auf zwei Discs in den USA, die am 24. Oktober 2022 auch in Japan mit japanischer Sprachausgabe und allen 78 Episoden veröffentlicht wurde. Im April 2023 wurde die ungeschnittene Originalfassung der Serie mit japanischer Sprachausgabe und englischen Untertiteln erstmals als Blu-ray-Box in den USA veröffentlicht.
Abseits von den frühen DVDs wurden in Deutschland keine weiteren Retail-Veröffentlichungen mehr angestrebt. Von 2012 bis 2014 wurde Sonic X auf Disney XD wiederholt, war von 2019 bis 2024 auf Netflix verfügbar (nur die ersten beiden Staffeln) und wird seit 2021 täglich stundenlang von morgens bis abends in Dauerschleife auf dem Free-TV-Sender Craction, der kostenfrei über Magenta Telekom und Amazon Freevee streambar ist, ausgestrahlt.

### Episoden
Da Sonic X über einen zusammenhängenden Handlungsstrang verfügt, gibt es, anders als bei den vorherigen TV-Serien von Sonic, eine feste Episodenreihenfolge, die nachfolgend angegeben ist. Dabei wird der englischsprachige Episodentitel, der deutschsprachige Episodentitel und das Datum der deutschsprachigen Erstausstrahlung genannt. Die allererste Erstausstrahlung wird auch angegeben, dies war in den ersten beiden Staffeln die japanische Erstausstrahlung, hingegen bei der dritten Staffel die französischsprachige Erstausstrahlung.
Die deutschen Episodentitel auf Netflix sind teils nicht korrekt. So wird dort der erste Episodentitel Chaos Control Freaks genannt, obwohl der deutsche Episodentitel eigentlich Supersonic lautet. Auch die Episoden 12 und 13 lauten auf Netflix fälschlicherweise Angriff auf die Stadt – Teil 1 und Angriff auf die Stadt – Teil 2, obwohl sie eigentlich Angriff auf die Basis – Teil 1 und Angriff auf die Basis – Teil 2 heißen. Angriff auf der Stadt ist der Episodentitel von Episode 3, wodurch es zu Verwechslungen kommen kann.
| Episoden von Sonic X Staffel 1 | Episoden von Sonic X Staffel 1      | Episoden von Sonic X Staffel 1        | Episoden von Sonic X Staffel 1 | Episoden von Sonic X Staffel 1 |
| Nr.                            | Englischer Episodentitel            | Deutscher Episodentitel               | Erstausstrahlung Japan         | Erstausstrahlung Deutschland   |
| ------------------------------ | ----------------------------------- | ------------------------------------- | ------------------------------ | ------------------------------ |
| 1                              | Chaos Control Freaks                | Supersonic                            | 6. April 2003                  | 30. Oktober 2004               |
| 2                              | Sonic to the Rescue                 | Neue Freunde                          | 13. April 2003                 | 6. November 2004               |
| 3                              | Missile Wrist Rampage               | Angriff auf die Stadt                 | 20. April 2003                 | 13. November 2004              |
| 4                              | Chaos Emerald Chaos                 | Der Chaos Emerald                     | 27. April 2003                 | 20. November 2004              |
| 5                              | Cracking Knuckles                   | Das Duell                             | 4. Mai 2003                    | 27. November 2004              |
| 6                              | Techno-Teacher                      | Der Techno-Lehrer                     | 11. Mai 2003                   | 4. Dezember 2004               |
| 7                              | Party Hardly                        | Familienidyll                         | 18. Mai 2003                   | 11. Dezember 2004              |
| 8                              | Satellite Swindle                   | Notstart                              | 25. Mai 2003                   | 18. Dezember 2004              |
| 9                              | The Last Resort                     | Amys Tag                              | 1. Juni 2003                   | 8. Januar 2005                 |
| 10                             | Unfair Ball                         | Unfaires Spiel                        | 8. Juni 2003                   | 15. Januar 2005                |
| 11                             | Fly Spy                             | Die fliegende Agentin                 | 15. Juni 2003                  | 22. Januar 2005                |
| 12                             | Beating Eggman, Part 1              | Angriff auf die Basis – Teil 1        | 22. Juni 2003                  | 29. Januar 2005                |
| 13                             | Beating Eggman, Part 2              | Angriff auf die Basis – Teil 2        | 29. Juni 2003                  | 5. Februar 2005                |
| 14                             | That's What Friends Are For         | Echte Freunde                         | 6. Juli 2003                   | 12. Februar 2005               |
| 15                             | Skirmish in the Sky                 | Der Luftkampf                         | 13. Juli 2003                  | 19. Februar 2005               |
| 16                             | Depths of Danger                    | Gefährliche Tiefen                    | 20. Juli 2003                  | 26. Februar 2005               |
| 17                             | The Adventures of Knuckles and Hawk | Knuckles und Hawk                     | 27. Juli 2003                  | 5. März 2005                   |
| 18                             | The Dam Scam                        | Heldentaten                           | 3. August 2003                 | 12. März 2005                  |
| 19                             | Sonic's Scream Test                 | Gespenster                            | 10. August 2003                | 19. März 2005                  |
| 20                             | Cruise Blues                        | Urlaub mit Hindernissen               | 17. August 2003                | 26. März 2005                  |
| 21                             | Fast Friends                        | Wer ist der Schnellste im ganzen Land | 24. August 2003                | 2. April 2005                  |
| 22                             | Little Chao Lost                    | Wo ist Cheese?                        | 31. August 2003                | 9. April 2005                  |
| 23                             | Emerald Anniversary                 | Emeralds Jubiläum                     | 7. September 2003              | 16. April 2005                 |
| 24                             | How to Catch a Hedgehog             | Wie fängt man einen Igel?             | 14. September 2003             | 23. April 2005                 |
| 25                             | A Dastardly Deed                    | Ein folgenschwerer Plan               | 21. September 2003             | 30. April 2005                 |
| 26                             | Countdown to Chaos                  | Auf die Plätze, fertig, Chaos         | 28. September 2003             | 7. Mai 2005                    |

| Episoden von Sonic X Staffel 2 | Episoden von Sonic X Staffel 2 | Episoden von Sonic X Staffel 2 | Episoden von Sonic X Staffel 2 | Episoden von Sonic X Staffel 2 |
| Nr.                            | Englischer Episodentitel       | Deutscher Episodentitel        | Erstausstrahlung Japan         | Erstausstrahlung Deutschland   |
| ------------------------------ | ------------------------------ | ------------------------------ | ------------------------------ | ------------------------------ |
| 27                             | Pure Chaos                     | Die Chaos-Kreatur              | 5. Oktober 2003                | 14. Mai 2005                   |
| 28                             | A Chaotic Day                  | Ein chaotischer Tag            | 12. Oktober 2003               | 21. Mai 2005                   |
| 29                             | A Robot Rebels                 | Aufstand des Roboters          | 19. Oktober 2003               | 28. Mai 2005                   |
| 30                             | Heads Up, Tails!               | Kopf hoch, Tails               | 26. Oktober 2003               | 4. Juni 2005                   |
| 31                             | Revenge of the Robot           | Die Rache des Roboters         | 2. November 2003               | 11. Juni 2005                  |
| 32                             | Flood Fight                    | Die Wasserschlacht             | 9. November 2003               | 18. Juni 2005                  |
| 33                             | Project: Shadow                | Projekt Shadow                 | 16. November 2003              | 25. Juni 2005                  |
| 34                             | Shadow Knows                   | Shadow weiß alles              | 23. November 2003              | 2. Juli 2005                   |
| 35                             | Sonic's Big Break              | Sonics große Pause             | 30. November 2003              | 9. Juli 2005                   |
| 36                             | Shadow World                   | Schattenwelt                   | 7. Dezember 2003               | 16. Juli 2005                  |
| 37                             | Robotnik's Revenge             | Robotniks Rache                | 14. Dezember 2003              | 23. Juli 2005                  |
| 38                             | Showdown In Space              | Showdown im All                | 21. Dezember 2003              | 30. Juli 2005                  |
| 39                             | Defective Detectives           | Unfähige Detektive             | 28. Dezember 2003              | 6. August 2005                 |
| 40                             | Sunblock Solution              | Die Sonnenfinsternis           | 4. Januar 2004                 | 13. August 2005                |
| 41                             | Eggman for President           | Eggman for President           | 11. Januar 2004                | 13. August 2005                |
| 42                             | A Date to Forget               | Das geplatzte Date             | 18. Januar 2004                | 20. August 2005                |
| 43                             | Mean Machines                  | Verrückte Maschinen            | 25. Januar 2004                | 20. August 2005                |
| 44                             | Sewer Search                   | Gefangen in der Kanalisation   | 1. Februar 2004                | 27. August 2005                |
| 45                             | Prize Fights                   | Der Wettkampf                  | 8. Februar 2004                | 27. August 2005                |
| 46                             | A Wild Win                     | Ein gemeiner Sieger            | 15. Februar 2004               | 28. August 2005                |
| 47                             | Map Of Mayhem                  | Die Karte von Murasia          | 22. Februar 2004               | 28. August 2005                |
| 48                             | The Volcanic Venture           | Die Vulkaninsel                | 29. Februar 2004               | 4. September 2005              |
| 49                             | The Beginning of the End       | Der Anfang vom Ende            | 7. März 2004                   | 4. September 2005              |
| 50                             | Running out of Time            | Die Zeit läuft ab              | 14. März 2004                  | 11. September 2005             |
| 51                             | Friends 'till the End          | Freunde für immer              | 21. März 2004                  | 11. September 2005             |
| 52                             | A New Start                    | Ein neuer Anfang               | 28. März 2004                  | 18. September 2005             |

| Episoden von Sonic X Staffel 3 | Episoden von Sonic X Staffel 3 | Episoden von Sonic X Staffel 3       | Episoden von Sonic X Staffel 3 | Episoden von Sonic X Staffel 3 |
| Nr.                            | Englischer Episodentitel       | Deutscher Episodentitel              | Erstausstrahlung Frankreich    | Erstausstrahlung Deutschland   |
| ------------------------------ | ------------------------------ | ------------------------------------ | ------------------------------ | ------------------------------ |
| 53                             | A Cosmic Call                  | Die Botin aus dem All                | 12. März 2005                  | 6. November 2005               |
| 54                             | Cosmic Crisis                  | Krise im Kosmos                      | 12. März 2005                  | 13. November 2005              |
| 55                             | H2 Whoa                        | Wasser satt                          | 13. März 2005                  | 20. November 2005              |
| 56                             | An Enemy In Need               | Ein Feind braucht Hilfe              | 14. März 2005                  | 27. November 2005              |
| 57                             | A Chilling Discovery           | Emerald im Eis                       | 15. März 2005                  | 4. Dezember 2005               |
| 58                             | Desperately Seeking Sonic      | Findet Sonic                         | 16. März 2005                  | 11. Dezember 2005              |
| 59                             | Galactic Gumshoes              | Galaktische Schnüffler               | 17. März 2005                  | 18. Dezember 2005              |
| 60                             | Trick Sand                     | Sand und Schatten                    | 18. März 2005                  | 8. Januar 2006                 |
| 61                             | Ship of Doom                   | Die Mega-Metarex                     | 19. März 2005                  | 15. Januar 2006                |
| 62                             | An Underground Odyssey         | Odyssee im Untergrund                | 20. März 2005                  | 22. Januar 2006                |
| 63                             | Station Break-In               | Die beiden letzten Emeralds          | 21. März 2005                  | 29. Januar 2006                |
| 64                             | A Metarex Melée                | Das Metarex Durcheinander            | 23. März 2005                  | 5. Februar 2006                |
| 65                             | Mission: Match Up              | Von Detektiven und Kupplern          | 5. April 2005                  | 12. Februar 2006               |
| 66                             | Clash in the Cloister          | Schiffbruch im Kreuzgang             | 6. April 2005                  | 12. Februar 2006               |
| 67                             | Testing Time                   | Versuchsigel Sonic                   | 7. April 2005                  | 19. Februar 2006               |
| 68                             | A Revolutionary Tale           | Widerstandskämpfer                   | 8. April 2005                  | 19. Februar 2006               |
| 69                             | The Planet of Misfortune       | Marmolianer und andere Zaubersprüche | 9. April 2005                  | 26. Februar 2006               |
| 70                             | Terror on the Typhoon          | Tails, der Kapitän                   | 10. April 2005                 | 26. Februar 2006               |
| 71                             | Hedgehog Hunt                  | Sonic, steckbrieflich gesucht        | 11. April 2005                 | 5. März 2006                   |
| 72                             | Zelkova Strikes Back           | Zelkova schlägt zurück               | 12. April 2005                 | 5. März 2006                   |
| 73                             | The Cosmo Conspiracy           | Die Cosmo-Verschwörung               | 13. April 2005                 | 12. März 2006                  |
| 74                             | Eye Spy                        | Das Auge der Spionin                 | 14. April 2005                 | 12. März 2006                  |
| 75                             | Agent of Mischief              | Das Aufforsten beginnt               | 15. April 2005                 | 19. März 2006                  |
| 76                             | The Light in the Darkness      | Einer für alle und alle für einen    | 16. April 2005                 | 19. März 2006                  |
| 77                             | A Fearless Friend              | Cosmos Bestimmung                    | 17. April 2005                 | 26. März 2006                  |
| 78                             | So Long, Sonic                 | Leb wohl, Sonic!                     | 18. April 2005                 | 26. März 2006                  |

## Videospiele

### Sonic X (Leapster)
Wenngleich Sonic X eigentlich eine TV-Serie darstellt, die auf eine Videospielserie basiert, so basiert dieses Videospiel auf eine TV-Serie, die eigentlich auf eine Videospielserie basiert. Für den Handheld LeapFrogs Leapster Learning Game System, kurz LeapFrog Leapster der Firma LeapFrog Enterprises, existiert ein vom australischen Entwicklerstudio Torus Games entwickeltes Lernspiel, welches am 5. Mai 2005 in Nordamerika und im Jahre 2007 in Europa veröffentlicht wurde.
Nachdem man seinen Namen eingegeben hat, eröffnet das Spiel mit einer unterdurchschnittlich animierten Zwischensequenz, in der sich Chris Thorndyke vorstellt, jedoch Dr. Eggman sowohl Tails als auch Amy entführt und Sonic seine Matheroboter besiegen muss, um sie wieder zu befreien. Auf einer Weltenkarte wählt man zwischen den drei Welten Station Square, Angel Island und Eggmans Base mit je drei Acts. Die Steuerung erfolgt per Steuerkreuz, wobei nur die Richtungen rechts und links belegt sind und dem A-Knopf zum Springen, während man mit dem B-Knopf eine Frage gestellt bekommen kann. Das Gameplay besteht zwar aus kleinen Jump-’n’-Run-Passagen ohne hoher Geschwindigkeit mit Sonic-Sprites aus Sonic the Hedgehog 3 (1994), in denen man auch Ringe sammeln, Loopings durchlaufen und kleine Gegner besiegen kann, jedoch muss man von einem Matheroboter zum Nächsten laufen, um kleine Matheaufgaben zu bestehen. So werden beispielsweise zwei Ringe angezeigt und es muss die Zahl Zwei korrekt ausgewählt werden, ehe man das Zielschild mit Sprites aus Sonic the Hedgehog (1991) durchlaufen kann. Sind alle Level bestanden, folgt noch eine Sequenz, in der Chris Sonic lobt und Sonic sagt, dass Matheroboter nicht gegen Igel bestehen können.
Während das Spiel und die Umsetzung von niedriger Qualität sind, sowie wenig Motivation und Wiederspielwert aufkommt, so haben die Originalsprecher speziell für dieses Spiel eigene Sprachsamples eingesprochen. Auch die europäische Version verfügt nur über englische Texte und englische Sprachausgabe. Die Credits des Spiels listet die drei Entwickler Sasha Houdek (Producer), Jules Tortolani (Creative Director) und Mike Mattesi (Art Director), gefolgt von 36 Entwicklernamen unter dem Punkt „Animation“ für die Videosequenzen auf.
| Synchronsprecher in Sonic X (Leapster) | Synchronsprecher in Sonic X (Leapster) |
| Figur im Spiel                         | Englischer Synchronsprecher            |
| -------------------------------------- | -------------------------------------- |
| Sonic the Hedgehog                     | Jason Anthony Griffith                 |
| Miles Tails Prower                     | Amy Palant                             |
| Amy Rose                               | Lisa Ortiz                             |
| Dr. Eggman                             | Mike Pollock                           |
| Christopher Thorndyke                  | Suzanne Goldish                        |

### Sonic X: A Super Sonic Hero (Game Boy Advance)
Am 14. Mai 2004 erschien exklusiv in den USA für den Game Boy Advance ein Spielmodul mit dem Titel Sonic X: A Super Sonic Hero, welches von Majesco Entertainment entwickelt und gepublished wurde. Wenn man dieses Modul in seinen Game Boy Advance einlegt, kann man sich die ersten beiden, englischsprachigen Episoden der TV-Serie Sonic X, „Chaos Control Freaks“ und „Sonic to the Rescue“ in stark komprimierter und verpixelter Auflösung auf seinem Game Boy Advance anschauen mit einer maximalen Laufzeit von etwa 42 Minuten.
Dabei verfügt man über folgende Optionen via Tastenbelegung:
- Start: Video pausieren.
- Select: Zurück zum Anfang des Videos.
- A- und B-Knopf: Helligkeit einstellen.
- L- und R-Knopf: Episode 1 oder Episode 2 auswählen.
- Steuerkreuz links: Zurückspulen.
- Steuerkreuz rechts: Vorspulen.
- Steuerkreuz oben: Drei Sekunden gedrückt halten, um alle Knöpfe zu sperren.

Ein Nachfolger namens Sonic X: Chaos Emerald Chaos, welcher die folgenden Episoden 3 und 4, „Missile Wrist Rampage“ und „Chaos Emerald Chaos“ der TV-Serie enthalten sollte, wurde bereits angekündigt, jedoch aufgrund der äußerst unzufriedenstellenden Verkaufszahlen der ersten Veröffentlichung nicht umgesetzt. Die Idee von Majesco Entertainment krankte an der mangelhaften Umsetzung aufgrund der limitierten Hardware und der Tatsache, dass die Episoden parallel in normaler Videoqualität kostenlos verfügbar frei im Fernsehen liefen, was für Spott und Häme dieser unkonventionellen Veröffentlichung sorgte. Aus unbekannten Gründen ist dieses Spielmodul nicht mit dem Game Boy Player kompatibel, womit man die Episoden über einen Nintendo GameCube auf dem Fernseher hätte anschauen können.